# Grupa Operacyjna gen. Tokarzewskiego-Karaszewicza
Grupa Operacyjna gen. Tokarzewskiego-Karaszewicza – grupa operacyjna Wojska Polskiego improwizowana w czasie kampanii wrześniowej.

## Utworzenie
Grupa Operacyjna gen. Tokarzewskiego-Karaszewicza powstała na podstawie rozkazu dowódcy Armii „Poznań” gen. Tadeusza Kutrzeby L. 531/III z 11 września 1939. Jej dowództwo zostało zorganizowane przez wydzielenie części personelu i środków z dotychczasowego dowództwa etapów i z DOK VIII. Szefem sztabu GO został płk dypl. Tadeusz Trapszo. Na miejsce postoju dowództwa GO wybrano folwark Perna.
W tym dniu dowódca Armii „Pomorze” gen. Władysław Bortnowski przekazał wszystkie siły osłaniające Armię „Poznań" pod rozkazy gen. bryg. Michała Tokarzewskiego-Karaszewicza.
W tym czasie podległe jej oddziały i związki taktyczne znajdowały się w następującym położeniu:
- Grupa ppłk. Jana Maliszewskiego dozorowała Wisłę w rejonie Wyszogrodu i dolną Bzurę do Brochowa[3],
- Oddział Wydzielony ppłk. Stanisława Sadowskiego organizował obronę na zachodnim brzegu Wisły naprzeciw Płocka,
- 27 Dywizja Piechoty w rejonie Włocławka odpierała ataki głównych sił niemieckiego III Korpusu Armijnego,
- 15 Dywizja Piechoty walczyła w rejonie Szczytno – Śmiłowice z częścią sił niemieckiej 50 Dywizji Piechoty i 208 Dywizji Piechoty,
- Poznańska Brygada ON płk. Stanisława Siudy zamykała kierunki z Sompolna i Koła na Kłodawę,
- 26 Dywizja Piechoty stała cały dzień w Lubieniu.

## Walki
Wieczorem 12 września niemiecka 3 Dywizja Piechoty przystąpiła do forsowania Wisły pod Płockiem. Oddział Wydzielony płk. Sadowskiego uległ i Niemcy do rana mieli już na drugim brzegu rzeki trzy bataliony, zajmując Okopy i Tokary-Młyny. W tej sytuacji dowódca OW postanowił wykonać kontratak: I/19 pułku piechoty miał uderzyć z Górek, a III/19 pp z rejonu Ciechomic.

Przed północą, przez Łanięta do Strzelec, odeszła 15 Dywizja Piechoty. Czasowo podporządkowany oddział wydzielony (62 pp, batalion ON „Nakło" i „Bydgoszcz", II/15 pal) ppłk. Kazimierza Heilmana-Rawicza obsadziły pozycje na wzgórzach Grabkowo i nad potokiem Lubieńka.

Poznańska Brygada ON przegrupowała się na nową linię obrony: Chodecz–Kłodawa–Grabów, z zadaniem obrony kierunków na Krośniewice i Kutno i zamknięcia kierunku Łęczyca – Ozorków przedmościem na południowym brzegu Bzury w rejonie Łęczycy.

Na odcinku 27 Dywizji Piechoty w godzinach porannych oddziały niemieckiej 50 Dywizji Piechoty podjęły próbę przełamania jej obrony i nacierały z kierunku Smólska na folwark Nowa Wieś. Oddziały polskie stawiły zdecydowany i skuteczny opór.
O świcie 14 września dowództwo 27 Dywizji Piechoty rozlokowało się w Skrzanach. Doszło tam do spotkania gen. bryg. Juliusza Drapelli z dowódcą 15 DP, gen. bryg. Zdzisławem Przyjałkowskim, podczas którego uzgodniono współdziałanie w projektowanej akcji zaczepnej w rejonie Płocka, z zadaniem zepchnięcia niemieckiej 3 Dywizji Piechoty za Wisłę. Dowódca 27 Dywizji Piechoty zdecydował się nacierać w kierunku Płocka zgrupowaniem uderzeniowym pod dowództwem płk. dypl. Gwido Kawińskiego w składzie: OW ppłk. Sadowskiego, 24 pułk piechoty, 48 dywizjon artylerii lekkiej i bateria 27 pal. W odwodzie pozostawił 22 pułk piechoty z II/9 pal. Pozostałe siły osłaniać miały od zachodu. Około 8.00 dowódca OW ppłk Sadowski i dowódca 24 pp ppłk dypl. Julian Grudziński uzgodnili, że 24 pułk piechoty wraz z II/19 pp rozpocznie po południu natarcie wzdłuż toru kolejowego, a po dotarciu na wysokość III/19 pp, cały 19 pułk piechoty uderzy po obu stronach szosy Gostynin–Radziwie na folwark Góry. W zadaniu następnym 24 pp miał zaś zdobyć północny skraj lasu na zachód od folwarku Góry.
Około 14.00 24 pp (bez III batalionu) ruszył do natarcia. Niespodziewanie doszło do boju spotkaniowego z niemieckim 8 pułkiem piechoty. Wieczorem niemiecki II/8 pp został zepchnięty na północ, ale utrzymał stację kolejową Łąck; natomiast III/8 pp zatrzymał się w lesie na północny zachód od przystanku i został odcięty od reszty sił.
Polski 19 pułk piechoty nie zdążył wyjść do natarcia i odpierał ataki Niemców z zajmowanych stanowisk. W trakcie walk płk Gwido Kawiński i wydał zarządzenia co do dalszych działań: OW ppłk. Sadowskiego miał uderzyć w nocy na dwór Łąck i dalej na folwark Góry, a l/24 pp opanować skraj lasu na północ od toru kolejowego i zamknąć drogi z Radziwia, III/24 pp przejść do odwodu, reszta 24 pp ubezpieczać od północy i północnego zachodu.
W południe 15 Dywizja Piechoty na podstawach wyjściowych w lesie na północ od Gąbina posiadała tylko 59 pułk piechoty, wzmocniony II/15 pułku artylerii lekkiej. 62 pułk piechoty z I/15 pal stał wtedy rejonie Lubienka.
Gen. Przyjałkowski postanowił nie czekać na nadejście całości sił i o 16.00 nakazał 59 pp rozpocząć działania na kierunku Dobrzykowa. Po pokonaniu ubezpieczeń, próby przełamania obrony zakończyły się niepowodzeniem i pułk z wielkimi stratami wrócił na podstawy wyjściowe. W tym czasie dowódca dywizji dysponował już 61 pułkiem piechoty, wzmocnionym III/15 pal. Pułk ten wzmocnił natarcie nocne. W czasie działań polskie pododdziały pogubiły się. Zdarzały się przypadki wzajemnego ostrzeliwania. Rano niemiecki kontratak odrzucił 61 pp na pozycje wyjściowe. Pułk poniósł znaczne straty, a dowódca pułku płk Franciszek Sobolta ranny dostał się do niewoli.
Grupa ppłk. Jana Maliszewskiego w południe znalazła się w lesie pod Studzieńcem, spędziła tam resztę dnia i noc z 14 na 15 września. Podobnie Poznańska Brygada ON nie miała w tym dniu kontaktu z przeciwnikiem, a w nocy ruszyła na nową linię osłony, przebiegającą od stacji kolejowej Strzelce przez lasy Głogowca do Kutna.
W nocy z 14 na 15 września dowódca grupy operacyjnej gen. Tokarzewski-Karaszewicz wydał rozkaz do działania na dzień następny. W myśl powyższego rozkazu, jeszcze przed świtem ruszyły do natarcia zgrupowanie płk. Kawińskiego i 61 pułk piechoty. Oddziały płk. Kawińskiego zdobyły folwark Góry i osiągnęły skraj lasu na północ od toru kolejowego Płock – Gostynin. Nie odniosły sukcesu działania 61 pułku piechoty. Jego natarcie zostało odrzucone na podstawy wyjściowe.

W południe nadeszły nowe rozkazy z dowództwa grupy armii gen. Kutrzeby, nakazujące wstrzymanie działań ofensywnych. Wykonując je, wieczorem 15 Dywizja Piechoty wyszła z podporządkowania GO gen. Tokarzewskiego i ruszyła do rejonu Biała Góra – Budy Stare. Część oddziałów maszerowała pieszo, część transportem samochodowym. 27 Dywizja Piechoty swoje 22 pp i III/24 pp pozostawiła na stanowiskach osłonowych na linii jezior łąckich. 24 pułk piechoty i 19 pułk piechoty odeszły w kierunku Gąbina, a resztę dywizji wycofano w rejon rozwidlenia dróg Łąck – Gostynin i dalej na południe.
W związku z decyzją gen. Kutrzeby powierzenia gen. Stanisławowi Grzmotowi-Skotnickiemu dowództwa nad całością sił osłaniających od południowego zachodu, wieczorem nastąpiła reorganizacja Poznańskiej Brygady ON. Pozostały w niej: pułk ppłk. Franciszka Junkera, pułk ppłk. Bernarda Śliwińskiego i oddział kpt. Wacława Koteckiego. Brygada w tym składzie wyszła spod rozkazów gen. Tokarzewskiego-Karaszewicza i podlegała odtąd gen. Grzmotowi-Skotnickiemu. Reszta oddziałów pozostała w grupie gen. Tokarzewskiego-Karaszewicza.
16 września Zgrupowanie płk. Gwido Kawińskiego: (24 pp, 48 dal, kawaleria dywizyjna 27 DP, 19 pp oraz I/5 pal) zamknęło kierunek z Płocka na Gąbin przez obsadzenie linii Jezioro Zdworskie – północny skraj lasu rozciągającego się na północ od Gąbina – Piaski Troszyńskie. W południe pod pozycje obronne polskiego zgrupowania podeszły czołowe oddziały niemieckiej 3 Dywizji Piechoty. Chwilowo nie przejawiały większej aktywności.

27 Dywizja Piechoty, systematycznie bombardowana, przez cały dzień odpierała ataki oddziałów niemieckiej 3 Dywizji Piechoty. Około 19.00 dowódca dywizji gen. bryg. Juliusz Drapella zarządził odwrót do Iłowa. W czasie marszu dowódca grupy operacyjnej rozkazał wstrzymać odwrót i zająć z powrotem dotychczasowe stanowiska. O świcie stare pozycje były w zasadzie zajęte. Wówczas to sztab 27 DP został powiadomiony, że należy jednak wycofać się do rejonu Iłowa. Wskutek niezdecydowania gen. Tokarzewskiego-Karaszewicza 27 DP musiała maszerować w dzień i do tego w całkowicie otwartym terenie.

Zgrupowanie ppłk. Jana Maliszewskiego przez cały dzień pozostawało w rejonie Świniar w oczekiwaniu na rozkazy. Kontaktu z nieprzyjacielem nie miało. Wieczorem oficer łącznikowy ze sztabu GO gen. Karaszewicza-Tokarzewskiego przywiózł rozkaz nakazujący ppłk. Maliszewskiemu przejść 17 września ze swym oddziałem w rejon folwarku na północ od Młodzieszyna.
16 września położenie operacyjne Armii „Poznań” i Armii „Pomorze” było wręcz tragiczne. Dowódca grupy armii gen. Tadeusz Kutrzeba doszedł do wniosku, że w istniejących warunkach bitwy kontynuować nie można i zarządził ogólny odwrót przez Puszczę Kampinoską na Warszawę. Na dzień 17 września zadaniem GO gen. Tokarzewskiego była osłona odejścia Armii „Pomorze”, a następnie przejście do Puszczy Kampinoskiej.
Rano 17 września 27 Dywizja Piechoty na nowo sformowała kolumny marszowe, po czym wyruszyła na wschód z zadaniem obsadzenia zachodniego skraju kompleksu leśnego Uderz–Budy Stare. Lotnictwo niemieckie początkowo nie wykazywało większej aktywności. Później jednak naloty Luftwaffe dziesiątkowały oddziały i doprowadziły do ich rozproszenia. Dowództwo 27 DP stało w gajówce Rzepki. O zmierzchu sztab dywizji wyruszył w kierunku Bzury i na północ od Brochowa przeprawił się przez rzekę. Przedwczesny wyjazd gen. Drapelli spowodował, że przybywające na zachodni skraj lasu nadleśnictwa Kampinos oddziały nie otrzymawszy rozkazów i rozpoczęły nieskoordynowany marsz w stronę Bzury.
Nocą z 17 na 18 września gen. Karaszewicz-Tokarzewski wraz ze ścisłym sztabem przeszedł Bzurę i dojechał do Warszawy. Nie spotkał się w rejonie Białej Góry z gen. Władysławem Bortnowskim, który oczekiwał w leśniczówce Januszówka na przybycie swoich dywizji.

## Struktura organizacyjna
11 września
- Dowództwo Grupy
- 15 Wielkopolska Dywizja Piechoty (czasowo) – gen. Przyjałkowski
- 27 Dywizja Piechoty – gen. Drapella
- Poznańska Brygada Obrony Narodowej
- Oddział Wydzielony ppłk. Stanisława Sadowskiego (19 pp i 1/5 pal)
- Grupa ppłk. Jana Maliszewskiego